# Grace Metalious

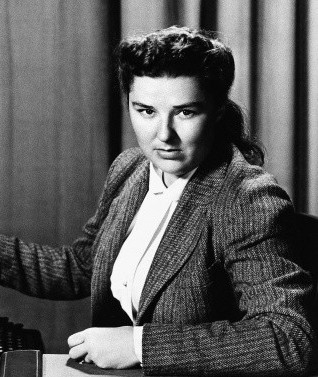
Grace Metalious in 1957

Grace Metalious (Manchester (New Hampshire), 8 september 1924 - Boston (Massachusetts), 25 februari 1964) was een Amerikaanse schrijfster.
Metalious schreef onder meer de boeken "Peyton Place" en "Return to Peyton Place". Deze vormden de basis voor de eerste Amerikaanse televisiesoap.
Haar geboortenaam was Marie Grace DeRepentigny, maar dit veranderde toen zij als tiener trouwde met George Metalious. Buiten de boeken over Peyton Place heeft ze niet veel succes gehad, en ze had ruzie met de inkomstenbelasting over te laag gerapporteerde inkomsten. Metalious, die een zware drinkster was, overleed aan een alcoholvergiftiging van de lever - slechts 39 jaar oud.

## Biografie
- Peyton Place: The Life of Grace Metalious (1981) door Emily Toth, uitgave Doubleday.

- Bibsys: 90599429
- Biblioteca Nacional de España: XX847487
- Bibliothèque nationale de France: cb141211464 (data)
- Gemeinsame Normdatei: 122622545
- International Standard Name Identifier: 0000 0000 7140 4580
- Library of Congress Control Number: n81003470
- Nationale Bibliotheek van Tsjechië: xx0059767
- Nationale Bibliotheek van Israël: 987007271026505171
- Nationale Bibliotheek van Polen: a0000001125118
- Nederlandse Thesaurus van Auteursnamen: 070506361
- Système universitaire de documentation: 09900383X
- Virtual International Authority File: 10056328
- WorldCat: E39PBJcrh8gMCftBMmtP7TVV4q